# Mikael Granlund
Mikael Antero Granlund (* 26. února 1992, Oulu) je finský profesionální hokejista, který v současnosti hraje za tým Dallas Stars v severoamerické lize NHL.
V roce 2011 s finským týmem vyhrál mistrovství světa. V semifinálovém utkání tohoto mistrovství proti Rusku vsítil florbalovým způsobem gól zpoza branky.

## Klubové statistiky
| Sezona        | Klub                | Soutěž      | Základní část | Základní část | Základní část | Základní část | Základní část | Play off | Play off | Play off | Play off | Play off |
| Sezona        | Klub                | Soutěž      | Z             | G             | A             | B             | TM            | Z        | G        | A        | B        | TM       |
| ------------- | ------------------- | ----------- | ------------- | ------------- | ------------- | ------------- | ------------- | -------- | -------- | -------- | -------- | -------- |
| 2008/09       | Kärpät Oulu         | SM-liiga    | 2             | 0             | 0             | 0             | 0             | —        | —        | —        | —        | —        |
| 2009/10       | IFK Helsinky        | SM-liiga    | 43            | 13            | 27            | 40            | 2             | 6        | 1        | 5        | 6        | 0        |
| 2010/11       | IFK Helsinky        | SM-liiga    | 39            | 8             | 28            | 36            | 14            | 15       | 5        | 11       | 16       | 4        |
| 2011/12       | IFK Helsinky        | SM-liiga    | 45            | 20            | 31            | 51            | 18            | 4        | 0        | 2        | 2        | 0        |
| 2012/13       | Minnesota Wild      | NHL         | 27            | 2             | 6             | 8             | 6             | —        | —        | —        | —        | —        |
| 2012/13       | Houston Aeros       | AHL         | 29            | 10            | 18            | 28            | 8             | 5        | 1        | 1        | 2        | 4        |
| 2013/14       | Minnesota Wild      | NHL         | 63            | 8             | 33            | 41            | 22            | 13       | 4        | 3        | 7        | 2        |
| 2014/15       | Minnesota Wild      | NHL         | 68            | 8             | 31            | 39            | 20            | 10       | 2        | 4        | 6        | 0        |
| 2015/16       | Minnesota Wild      | NHL         | 82            | 13            | 31            | 44            | 20            | 6        | 1        | 2        | 3        | 0        |
| 2016/17       | Minnesota Wild      | NHL         | 81            | 26            | 43            | 69            | 12            | 5        | 0        | 2        | 2        | 2        |
| 2017/18       | Minnesota Wild      | NHL         | 77            | 21            | 46            | 67            | 18            | 5        | 1        | 2        | 3        | 0        |
| 2018/19       | Minnesota Wild      | NHL         | 63            | 15            | 34            | 49            | 20            | —        | —        | —        | —        | —        |
| 2018/19       | Nashville Predators | NHL         | 16            | 1             | 4             | 5             | 4             | 6        | 1        | 1        | 2        | 2        |
| 2019/20       | Nashville Predators | NHL         | 63            | 17            | 13            | 30            | 28            | 6        | 1        | 1        | 2        | 2        |
| 2020/21       | Nashville Predators | NHL         | 51            | 13            | 14            | 27            | 14            | 6        | 2        | 3        | 5        | 2        |
| 2021/22       | Nashville Predators | NHL         | 80            | 11            | 53            | 64            | 33            | 4        | 0        | 3        | 3        | 0        |
| 2022/23       | Nashville Predators | NHL         | 58            | 9             | 27            | 36            | 12            | —        | —        | —        | —        | —        |
| 2022/23       | Pittsburgh Penguins | NHL         | 21            | 1             | 4             | 5             | 8             | —        | —        | —        | —        | —        |
| 2023/24       | San Jose Sharks     | NHL         | 69            | 12            | 48            | 60            | 32            | —        | —        | —        | —        | —        |
| 2024/25       | San Jose Sharks     | NHL         | 52            | 15            | 30            | 45            | 20            | —        | —        | —        | —        | —        |
| Trade 2024/25 | Dallas Stars        | NHL         | 4             | 0             | 4             | 4             | 2             | —        | —        | —        | —        | —        |
| NHL celkově   | NHL celkově         | NHL celkově | 823           | 157           | 391           | 548           | 251           | 59       | 11       | 21       | 32       | 10       |